# Garapich (herb szlachecki)

Herb w opracowaniu graficznym Tadeusza Gajla

Garapich (Serpohrad) – herb szlachecki nadany w Galicji.

## Opis herbu
Opis zgodnie z klasycznymi regułami blazonowania, wedle oryginalnego rysunku z nadania herbu:
Tarcza dwudzielna w pas. W polu I, czerwonym, dwa sierpy srebrne ostrzami ku górze i ku sobie. W polu II srebrnym, na skale stalowoszarej zamek jasnobrązowy o dwu basztach i wieży pośrodku z bramą brązową, po bokach której okienka takie jak na wieży i baszcie. Dwa hełmy z klejnotami w koronie: I sierp srebrny w słup między skrzydłami orlimi czarnymi, II trzy pióra strusie srebrne między czerwonymi.
Wedle herbarzy Hefnera, Siebmachera i Rietstapa, za którymi informacje powtórzył Juliusz Karol Ostrowski, góra była czarna, zamek zaś złoty. Ponadto u Rietstapa, oba sierpy są skierowane ostrzami w prawo.
Projekt herbu przedłożony przez nobilitowanego zakładał podział górnego pola w słup, zamek srebrny na czarnej górze w polu błękitnym oraz jeden klejnot w postaci sierpa. Labry miały być z prawej czerwono-złote, z lewej błękitno-srebrne.

## Najwcześniejsze wzmianki
Herb nadany z nobilitacją i drugim stopniem szlachectwa (Ritter) i predykatem von Sichelburg dr Michałowi Garapichowi 30 października 1811 roku. Nobilitowany był adwokatem we Lwowie, członkiem Stanów Galicyjskich i właścicielem dóbr Przyborsko. Wylegitymował się ze szlachectwa 5 grudnia 1817 roku.
Herb wymieniony zostały w herbarzu szlachty galicyjskiej Hefnera z 1863 roku.
W herbarzu Armorial general Rietstapa z lat 1884-87 nazwę herbu zapisano jako Garapanich.
Herb przytoczono w herbarzu Siebmachera z 1905 roku.
Herb opublikował też Juliusz Karol Ostrowski, który podał drugą nazwę tego herbu Serpohrad.

## Herbowni
Jedna rodzina herbownych (herb własny):
Garapich.

### Znani herbowni
- Michał Garapich